# Іванов Іван Олександрович (футболіст)
Іван Олександрович Іванов (нар. 19 серпня 1984) — український футболіст, півзахисник.

## Життєпис
Вихованець маріупольської ДЮСШ. Після завершення навчання уклав контракт з «Металургом». В команді, яка незабаром змінила назву на «Іллічівець», провів 7 років. За цей час зіграв 80 матчів за другу клубну команду і 76  за дубль. Єдиний матч у вищій лізі провів 19 червня 2004 року проти «Таврії». Іван вийшов на поле на 75 хвилині, замінивши Олексія Городова.
З 2007 року грав у командах нижчих дивізіонів «Фенікс-Іллічовець», «Єдність» та «Миколаїв». З миколаївської командою ставав переможцем турніру другої ліги 2010/11. Потім виступав за аматорські клуби «Портовик» (Маріуполь) і «Таврія» (Новотроїцьке). Футбольну кар'єру завершив 2018 року.